# Спорт в Воронеже

## Спортивные комплексы
В Воронеже расположены Центральный стадион профсоюзов, спортивный комплекс «Олимпик», дворец спорта «Юбилейный», спортивный комплекс «Факел», Дворец подводного спорта, бассейн «Спартак», яхт-клуб, Специализированная детско-юношеская школа олимпийского резерва им. Владислава Третьяка и шахматный клуб.
Спортивный комплекс «Олимпик» находится недалеко от города, на 9 километре трассы на Москву. На его территории есть несколько трасс различной длины, где проводятся различные соревнования: («Лыжня России»), «Кросс наций», соревнования по лыжероллерам и спидскейтингу «Инлайн Весна Воронеж», по спортивному ориентированию «Российский азимут» и др. Объект также является излюбленным местом отдыха многих горожан, на его территории есть пункты проката велосипедов, коньков, роликовых коньков, лыж, имеется маленькая трасса, где можно покататься на карте, открыт прокат джамперов.
Во Дворце спорта «Юбилейный» проводятся официальные матчи Чемпионат России по хоккею с шайбой. Во Дворце спорта «Юбилейный» тренируется команда Буран, выступающая в Высшей хоккейной лиге (ВХЛ).
Дворец подводного спорта РОСТО ООУ находится по адресу ул. Набережная, д. 15А недалеко от ост. Димитрова. В нём проводятся тренировки дайверов. Во дворце имеется бассейн с трамплинами и вышками, сауна, фитнес-центр.
Бассейн «Спартак» расположен по адресу ул. К. Маркса, д. 71, ост. пл. Застава. Это большой спортивный комплекс, в котором есть бассейн, игровой, тренажерный зал, студия загара.
Спортивный комплекс «Факел» расположен по адресу: ул. Писателя Маршака, д. 1а. В спорткомплексе имеются два бассейна, спортивные залы, восстановительные центры с выходом в бассейн, стадион с футбольным полем, легкоатлетическим ядром, и трибунами вместимостью 3000 зрителей. В спорткомплексе «Факел» занимаются детские юношеские спортивные школы по футболу, волейболу, баскетболу, плаванию, легкой атлетикой. Ежедневно спорткомплекс «Факел» посещают до 1500 человек. В состав спортивного комплекса «Факел» также входит спортивная база «Тенистый», которая является учебно-тренировочной базой футбольной команды «Факел».
Яхт-клуб расположен на левом берегу города, по адресу ул. Арзамасская, д. 2а. Яхт-клуб имеет в наличии швертботы классов Оптимист, Кадет, Луч, имеются 470, один Торнадо. Желающие могут бесплатно занимаются парусным спортом.
Шахматный клуб находится на ул. Фридриха Энгельса.
В Воронеже ежегодно проходят международные и всероссийские спортивные соревнования: международный шахматный фестиваль и др. 16-17 июля 2008 года на Воронежском водохранилище прошло первенство России по судомоделированию среди участников 14-17лет.
17 ноября 2010 года в Воронеже прошёл товарищеский матч между сборными России и Бельгии по футболу.

## История
В номере «Воронежский телеграф» № 162 от 26 июля 1907 года было опубликовано распоряжение Воронежского Полицмейстера, согласно которому всем полицейским приказывалось привлекать к судебной ответственности тех, кто катается на велосипедах по тротуарам. Тот же приказ распространялся на людей, не имеющих номера на велосипедах. В этом же номере газеты присутствует приказ пристава Дворянской части (город тогда делился на Дворянскую, Московскую и Мещанскую часть) своим подчиненным, чтобы они отлавливали свиней, которые ходят по городу, а хозяев привлекать к судебной ответственности.
В номере «Воронежский телеграф» № 163 от 27 июля был опубликован приказ Воронежского Полицмейстера:
Невзирая на существующее обязательное постановление, запрещающее велосипедистам ездить по тротуарам и без номеров, таковая езда продолжается. Чины полиции безучастно относятся к нарушениям обывателями этого обязательного постановления. 16 июля мимо стоявшего на тротуаре помощника Пристава проехал на велосипеде без номера человек; помощник же Пристава, занятый праздным разговором, не обратил внимания на нарушителя, который был замечен лишь мной и по-моему распоряжению привлечен к ответственности. За такое безучастное отношение к обязанностям службы назначаю помощника Пристава не в очередь дежурным на два раза и требую от чинов полиции вообще более бдительного надзора за порядком на улице.

## Спортивные достижения на соревнованиях

### Спортивные достижения на Олимпийских играх
| Виды спорта      | Спортивные достижения |
| ---------------- | --- |
| Прыжки в воду    | Золотые медали (Д. И. Саутин — 1996 год и 2000 год) Серебряные медали (Д. И. Саутин — 2000 год, 2004 год, 2008 год; Н. М. Гончарова — 2004 год) Бронзовые медали (Д. И. Саутин — 1992 год, 2000 год и 2004 год) |
| Гребля           | Бронзовые медали: Олег Владимирович Горобий - 1996 год (К-4 1000 м) Сергей Викторович Верлин - 1996 год (К-4 1000 м) |
| Футбол           | Золотая медаль (Александр Генрихович Бородюк в составе сборной СССР — 1988 год) |
| Гимнастика       | Золотые медали: Тамара Алексеевна Люхина-Замотайлова — 1960 год, 1964 год; Любовь Викторовна Бурда (Андрианова) в составе сборной СССР — 1968 год, 1972 год; Елена Викторовна Давыдова — 1980 год; Николай Вячеславович Крюков — 1996 год; Ангелина Романовна Мельникова в составе сборной России - 2020 год. Серебряные медали: Виктория Александровна Комова - 2012 год (дважды); Ангелина Романовна Мельникова - 2016 год. Бронзовые медали: Т. А. Люхина-Замотайлова — 1960 год; Николай Вячеславович Крюков в составе сборной России — 2000 год; Ангелина Романовна Мельникова - 2020 год (дважды). |
| Гандбол          | Золотая медаль (Анатолий Викторович Федюкин в составе сборной СССР — 1976 год) Серебряная медаль (А. В. Федюкин в составе сборной СССР — 1980 год) |
| Лёгкая атлетика  | Золотая медаль (Елена Рузина — 1992 год). Серебряная медаль (Максим Нарожный — паралимпийские игры 2008 года) |
| Тяжёлая атлетика | Серебряная медаль (Валентина Попова — 2000 год). Бронзовая медаль (Валентина Попова — 2004 год) |

### Спортивные достижения на Чемпионатах мира
| Виды спорта              | Спортивные достижения |
| ------------------------ | --- |
| Акробатика               | Золотая медаль (C. И. Володин — 1996, 1997, 1998, В. Менжега, мастера спорта международного класса А.Плотников и И.Золотухин; Борис Невзоров, Родион Прилепин, Артём Дегтярев и Руслан Махмудов — 2008 год; Катя Терновых, Ольга Беличко и Настя Кузнецова — 2008 год) Серебряная медаль (Елена Гладнева и Настя Ващенко — 2008 год) |
| Тяжёлая атлетика         | Золотые медали (Валентина Попова — 2001 год) |
| Гимнастика               | Золотые, серебряные и бронзовые медали (Елена Викторовна Давыдова — 1981 год); Золотые, серебряные и бронзовые медали (Ангелина Романовна Мельникова - 2018 и 2019, 2021 годы); Золотые медали (Виктория Александровна Комова - 2011 и 2015 годы); Серебряные медали (Виктория Александровна Комова - 2011 год (дважды)).            |
| Волейбол                 | Бронзовая медаль чемпионата мира среди инвалидов по слуху 2008 года (Игорь Швора в составе сборной по волейболу) |
| Гребля                   | Золотые медали (Евгений Игнатов — 2005 год, 2007 год, 2009 год) Серебряные медали (Евгений Игнатов — 2007 год, 2009 год) |
| Судомодельный спорт      | Серебряная медаль (С. Манакова — 2007 год) |
| Кикбоксинг               | Золотая медаль (Н. Кузьмин — 2007 год) Бронзовая медаль (И. Битюцкий — 2007 год) |
| Подводное ориентирование | Золотые медали (С. Вяткина — 2003 год) Бронзовые медали (Л. Домышкова и А. Бережной — 2003 год) |
| Джиу-джитсу              | Золотая медаль (Д. Бешенец в г. Санкт Петербурге — 02.12.2010 год — чемпионат мира, 16.10.2011 г. Кали, Колумбия — чемпион мира), Серебряная медаль (К. Яхяев в составе сборной команды России — 2007 год) |
| Каратэ                   | Золотая медаль (Дмитрий Герасимов в составе сборной России — 2008 год) |
| Скалолазание             | Серебряная медаль (Евгения Оганджанян — 2002 год, Юниорский Чемпионат Мира (скорость), Canteleu (FRA)); Бронзовые медали (Марина Маламид — 1997 год, Юниорский Чемпионат Мира, Imst (AUT); Маргарита Рыжкова — 1995 год, Юниорский Чемпионат Мира, Laval)                                                                            |
| Тхэквондо                | Серебряная медаль (Анна Соболева — 2009 год) |

## Спортивные достижения
- Саутин Дмитрий Иванович — многократный олимпийский чемпион, чемпион мира и Европы по прыжкам в воду
- Абаджян Валерий Аршалуйсович — мастер спорта международного класса по боксу, обладатель Кубка мира по боксу 1981 год, 3-х кратный чемпион СССР (1985, 1984, 1983). Абсолютгый чемпиона СССР (1982), Победитель Спартакиады Народов СССР. Победитель ряда международных турниров по боксу. Серебряный призёр Турнира Дружба — 84 (Куба. г. Гавана). Первый обладатель Кубка мира по боксу среди советских боксеров -супертяжеловесов. В спортивной биографии В. Абаджяна есть победа нокаутом над будущим чемпионом мира Ленноксом Льюисом.
- Крюков Николай Вячеславович — золотая медаль, 34-й чемпионат мира по спортивной гимнастике среди мужчин, 2008[41], бронзовая медаль, чемпионата Европы по спортивной гимнастике среди мужчин (08-11 мая 2008 года, Лозанна, Швейцария)[42].
- Замятина Наталья — серебряная медаль, чемпионат России среди женщин, прыжки в воду с метрового трамплина (2008)
- Шмаров Валерий Валентинович — чемпион СССР по футболу в составе московского Спартака, игрок сборных СССР и России по футболу
- Зубенко Светлана — бронзовая медаль в спринте свободным стилем чемпионата России по лыжам 2008 года[43]
- Игорь Швора — бронзовая медаль, завоеванная в составе сборной по волейболе в первом чемпионате мира среди инвалидов по слуху, который проходил в Аргентине с 1 по 10 августа 2008 года[44]
- Саенко Иван Иванович — игрок сборной России по футболу. Обладатель бронзовой медали чемпионата Европы по футболу 2008 года. Родился в селе Масловка Левобережного района города Воронежа.